# Prosopocera lucia
Prosopocera lucia är en skalbaggsart som först beskrevs av Newman 1839.  Prosopocera lucia ingår i släktet Prosopocera och familjen långhorningar. Inga underarter finns listade i Catalogue of Life.